# Lyngby Boldklub
Lyngby Boldklub (eller Lyngby, Lyngby BK, LB, LBK, LB 1921) er en dansk fodboldklub fra den nordkøbenhavnske forstad, Kgs. Lyngby, der spiller i Betinia Liga. Klubben blev stiftet i 1921 og har Lyngby Stadion som hjemmebane. Klubben har vundet Danmarksmesterskabet i fodbold to gange (1983 og 1992) og landspokalturneringen tre gange (1984, 1985 og 1990). Fra 1994 til 2001 hed klubbens professionelle afdeling Lyngby FC.
Blue Vikings var Lyngby Boldklubs officielle fanklub frem til 2016. I dag hedder fanklubben Lyngby Fans.

## Historie

### Den tidlige historie
En tidligere klub ved navn Lyngby Boldklub var blevet stiftet i 1906, men sideløbende den nye Lyngby Boldklubs etablering er Lyngby Realskole godt i gang med at blive en magtfaktor i dansk skolefodbold. Dette har konkret betydning i at elevenerne fra Lyngby Realskole vælger at starte den nye klub Boldklubben Sorgenfri hvor flere spillere søger hen. Lyngby Boldklub har nogle svære år og må lukke igen i 1908. Boldklubben Sorgenfri må lukke i 1915 grunde 1. verdenskrig. Sorgenfri Boldklub når at vinde Nordre Birks Boldspil-Unions pokalfinale over Hellerup i 1914.
I 1915 blev Lyngby Idrætsforening stiftet og i 1917 blev foreningen tilmeldt Nordre Birks Boldspil-Union.
Den 30. marts 1921 blev det Lyngby Boldklub vi kender i dag stiftet af 30 unge mennesker der tilsammen udgjorde fodboldafdelingen af Lyngby Idrætsforening. Da de brød løs fra Lyngby Idrætsforening, overtog de derved også udstyr og trøjer fra Lyngby Idrætsforening. Lyngby Boldklub fortsatte i Nordre Birks Boldspil-Union. De benyttede sig af Lundtofte Flyveplads som bane og brugte hangarerne som omklædningsrum. Klubben spillede sin første kamp i 1922 mod Taarbæk IF hvor de spillede 3-3. I 1923 flyttede Lyngby Boldklub ind på Engelsborgs Jorder, og 1949 flyttede klubben ind på Lyngby Stadion. I årene 1921-1937 vandt Lyngby Boldklub hele 4 titliger i Nordre Birks Boldspil-Union, to mesterskaber i 1. senior, et i 2. senior og et i 3. senior, samt 14 mesterskaber fordelt på 1., 2. og 3. Junior. De vinder også pokalturneringen for senior 1 og Junior i 1934.

### 1980'erne
I 1981 var Lyngby for første gang med i UEFA Cuppen. I 1983 vandt klubben DM-guld for første gang, og i 1984 bliver den slået ud i anden runde af UEFA Cuppen af Sparta Prag med 0-2 og 0-0 efter at have slået albanske Labinoti Elbassan med en samlet sejr på 6-0.

### 1990'erne
I 1992 vandt Lyngby DM for anden gang på Gentofte Stadion. Da udsigten til professionel fodbold i Lyngby så sort ud, blev Lyngby FC stiftet i 1994.
Klubbens logo blev også ændret til en viking, som har en stor betydning. Angrebsivrig, nordisk og frem for alt frygtløs er det man oftest forbinder vikingen med. Klublogoet er blevet revideret flere gange, senest i 2001.
I 1996 sluttede Lyngby sæsonen på 4.-pladsen og kvalificerede sig til UEFA Cuppen. De slog slovenske Mura ud i første kvalifikationsrunde men blev besejret af FC Brügge i anden runde, hvor de bl.a. spillede 1-1 på udebane foran ca. 150 medrejsende fans.
I 1996 sluttede Lyngby på 9. pladsen i ligaen. De scorede 50 mål i 33 kampe, hvoraf mere end halvdelen blev scoret af én spiller; Miklos Molnar, der med sine 26 scoringer blev topscorer i ligaen. Klubben solgte midt i sæsonen anfører og senere cheftræner (2008-2009) Henrik "Store" Larsen, til FC København. I 1997 forlod Flemming Østergaard og Michael Kjær ledelsen i Lyngby til fordel for FCK, som var blevet dannet af KB og B1903

### Konkurs
Den 18. december 2001 blev klubben erklæret konkurs og blev tvangsnedrykket året efter fra Superligaen til Danmarksserien. Dette skete, efter at holdet i hele forårssæsonen havde stillet op med et hold udelukkende bestående af amatører. I 2003 rykkede klubben igen op i divisionerne.
Den 10. juni 2007, 2.000 dage efter at klubben blev erklæret konkurs, sikredes oprykning til Superligaen i sæsonens tredjesidste kamp. Det blev dog kun til én sæson her i denne omgang, og i de følgende år blev Lyngby noget af et elevatorhold med ned- og oprykninger mellem landets bedste og næstbedste række.
Henrik "Store" Larsen, der af klubben ved ansættelsen blev beskrevet som havende "ubetinget loyalitet til klubben", blev fyret efter to kampe i den nye sæson (0-1 mod Skive IK, 1-1 mod FC Fredericia). Han nåede dermed kun at stå i spidsen for Lyngby i mindre end et år.
I 2010/2011-sæsonen var Lyngby BK igen rykket op i Superligaen, og på trods af oprykkerstatussen klarede de sig overraskende godt i begyndelsen af sæsonen. Efter deres første sejr nogensinde over FC Midtjylland den 2. oktober 2010 befandt de sig således på Superligaens tredieplads efter FC København og FC Midtjylland. I denne omgang blev det til to sæsoner i den bedste række, inden Lyngby BK igen måtte rykke ned.
I sommeren 2016 rykkede klubben endnu en gang op i Superligaen, efter de havde ligget i 1. division igennem de senere år. Dermed er Lyngby en af de 14 klubber, der er de første til at spille under den nye Superligastruktur.
28. maj 2017 lykkedes det for Lyngby Boldklub at vinde bronzekampen i Herning over FC Midtjylland med cifrene 0-3 og efter 25 år kunne Lyngby Boldklub igen tilføre metal til medalje skabet. Med 3. pladsen får Lyngby også en UEFA Europa League plads, og skal spille Europæisk foldbold for første gang siden 1999.
20. juli 2017 kunne Lyngby Boldklub med en hjemmesejr på 2-1 over Slovan Bratislava skrive ny historie med 10 sejre i træk på tværs af turneringer, hvilket var ny all-time rekord for klubben.

### Friends of Lyngby
I januar 2018 kom Lyngby Boldklub ind i et økonomisk stormvejr, da Hellerup Finans kom under rekonstruktionsbehandling, hvorfor en konkurs truede. Spillerne fik ikke udbetalt løn den 1. februar, men valgte at stå sammen og afvente, hvad der ville ske med klubben.
Den 9. februar kunne klubben meddele, at den var blevet reddet af Friends of Lyngby – en ny ejerkreds bestående af lokale virksomheder og investorer. Spillerne fik udbetalt deres løn den fredag. Fem spillere blev fritstillet mellem onsdagen og fredagen i den uge.
Lyngby rykkede ned i 1. division i sommeren 2018, fyrede træner Thomas Nørgaard
og ansatte Mark Strudal i hans plads. Efter et elendigt efterår 2018 fyrede klubben Mark Strudal onsdag den 28. november 2018, hvorefter assistenttræner Christian Nielsen blev forfremmet til cheftræner.
Efter en hektisk sæson 2018-19 kunne Lyngby atter igen kalde sig for Superligaklub, men var først i det allersidste sekund af den sidste runde i 1.division samt efter to sejr i playoff over Vendsyssel FF.
Søndag den 20. oktober 2019 var der udsolgt på Lyngby Stadion da Lyngby tog imod Brøndby IF. 8.547 overværede kampen, dette var det højeste tilskuertal i over 25 år .

### Lyngby Legends
Fredag den 10. september 2021 afholdte Lyngby Boldklub en Legends kamp i forbindelse med Deres 100 år jubilæum, her kom tidligere storspillere som Miklos Molnar, Klaus Berggreen og Henrik Larsen mv.

### Lyngby Stadion
Der har været mange spekulationer om hvad der skulle ske med Lyngby Stadion igennem årene. Og stadion har også til tider ikke været godkendt som Superliga stadion. Der har dog været nogle modificeringer fra Lyngby-Taarbæk Kommune igennem årene, senest i 2013 hvor den nye tribune stod klar. Men i forbindelse med de nye regler der gælder fra sæsonen 2022-23 vil Lyngby Stadion igen ikke være godkendt til Superligaen, samtidig med at dispensations mulighederne for Superliga stadion er taget bort, ville det betyde at Lyngby-Taarbæk Kommune igen stod foran en større ombygning. I 2021 blev stadion sat til salg i et offentligt udbud, og Friends of Lyngby bød på det som eneste kandidat og vandt udbuddet, og dermed er Lyngby Stadion for første gang i historien ejet af klubben.

## Resultater

### Nationalt
Blandt klubbens største resultater er to danmarksmesterskaber, tre sølvmedaljer og fire bronzemedaljer. Klubben blev dansk mester som vinder af 1. division i 1983 og som vinder af Superligaen i 1992.
Ud over mesterskabet i 83 blev det i 80'erne til to sølvmedaljer og tre bronzemedaljer i 1. division, der dengang var landets bedste række; sølvmedaljerne blev vundet i 81 og 85, mens bronzemedaljerne blev vundet i 84, 88 og 89.
Ud over guldmedaljen i 92 har klubben vundet en enkelt sølv- og bronzemedalje i Superligaen; sølvmedaljen blev vundet i 91, mens bronzemedaljen blev vundet i 2017. Bronzemedaljen i 2017 var klubbens første medalje siden guldmedaljen 25 år forinden.
Klubben har desuden vundet landspokalturneringen i 84, 85 og 90.

### Internationalt
| Sæson   | Turnering             | Runde | Modstander               | Hjemme | Ude | Samlet |
| ------- | --------------------- | ----- | ------------------------ | ------ | --- | ------ |
| 1982    | Intertoto Cup         | G4    | FC Luzern                | 2-0    | 4-1 | 6–1    |
| 1982    | Intertoto Cup         | G4    | Motor Lublin             | 0-0    | 2-2 | 2-2    |
| 1982    | Intertoto Cup         | G4    | MSV Duisburg             | 1-3    | 2-1 | 3–4    |
| 1982–83 | UEFA Cup              | 1R    | Brage                    | 1–2    | 2–2 | 3–4    |
| 1984    | Intertoto Cup         | G1    | FC St. Gallen            | 1-1    | 1-2 | 2–3    |
| 1984    | Intertoto Cup         | G1    | FC Bohemians Praha       | 1-2    | 1-5 | 2-7    |
| 1984    | Intertoto Cup         | G1    | Borussia Mönchengladbach | 4-0    | 0-5 | 4–5    |
| 1984–85 | European Cup          | 1R    | Labinoti Elbasani        | 3–0    | 3–0 | 6–0    |
| 1984–85 | European Cup          | 2R    | Sparta Prag              | 0–0    | 1–2 | 1–2    |
| 1985    | Intertoto Cup         | G6    | Sparta Prag              | 1-4    | 2-6 | 3–10   |
| 1985    | Intertoto Cup         | G6    | Lechia Gdansk            | 4-1    | 1-0 | 5-1    |
| 1985    | Intertoto Cup         | G6    | FC Zürich                | 1-0    | 3-1 | 4–1    |
| 1985–86 | UEFA Cup Winners' Cup | 1R    | Galway United            | 1–0    | 3–2 | 4–2    |
| 1985–86 | UEFA Cup Winners' Cup | 2R    | Røde Stjerne Beograd     | 2–2    | 1–3 | 3–5    |
| 1986    | Intertoto Cup         | G8    | Grazer AK                | 4-0    | 1-0 | 5–0    |
| 1986    | Intertoto Cup         | G8    | Maccabi Haifa            | 4-0    | 2-1 | 6-1    |
| 1986    | Intertoto Cup         | G8    | Hapoel Tel-Aviv          | 3-2    | 2-0 | 5–0    |
| 1986–87 | UEFA Cup              | 1R    | Neuchâtel Xamax          | 0–2    | 1–3 | 1–5    |
| 1987    | Intertoto Cup         | G6    | Plastika Nitra           | 2-1    | 1-4 | 3–5    |
| 1987    | Intertoto Cup         | G6    | AIK Stockholm            | 0-2    | 1-3 | 1-5    |
| 1987    | Intertoto Cup         | G6    | Lech Poznań              | 0-0    | 1-0 | 1–0    |
| 1989    | Intertoto Cup         | G5    | Lokomotive Leipzig       | 4-4    | 0-3 | 4–7    |
| 1989    | Intertoto Cup         | G5    | Bányász Tatabánya        | 0-0    | 1-3 | 1-3    |
| 1989    | Intertoto Cup         | G5    | IFK Göteborg             | 3-0    | 0-1 | 3–1    |
| 1990    | Intertoto Cup         | G1    | Sparta Prag              | 2-4    | 0-1 | 2–5    |
| 1990    | Intertoto Cup         | G1    | Neuchâtel Xamax          | 1-2    | 0-2 | 1-4    |
| 1990    | Intertoto Cup         | G1    | Admira Wacker            | 4-2    | 2-1 | 6–3    |
| 1990–91 | UEFA Cup Winners' Cup | 1R    | Wrexham                  | 0–0    | 0–1 | 0–1    |
| 1991    | Intertoto Cup         | G2    | IFK Norrköping           | 3-1    | 6-3 | 9–4    |
| 1991    | Intertoto Cup         | G2    | Zagłębie Lubin           | 3-0    | 0-3 | 3-3    |
| 1991    | Intertoto Cup         | G2    | FC Lausanne              | 3-1    | 1-4 | 4–5    |
| 1992    | Intertoto Cup         | G6    | Schalke 04               | 3-1    | 2-1 | 5–2    |
| 1992    | Intertoto Cup         | G6    | RKC Waalwijk             | 2-0    | 1-1 | 3-1    |
| 1992    | Intertoto Cup         | G6    | SM Caen                  | 2-1    | 0-1 | 2–2    |
| 1992–93 | UEFA Champions League | 1R    | Rangers                  | 0–2    | 0–1 | 0–3    |
| 1993    | Intertoto Cup         | G2    | Korinthos F.C.           | 2-0    | -   | 2–0    |
| 1993    | Intertoto Cup         | G2    | Rapid Bucureşti          | -      | 4-2 | 4-2    |
| 1993    | Intertoto Cup         | G2    | Trelleborgs FF           | -      | 2-4 | 2–4    |
| 1993    | Intertoto Cup         | G2    | 1. FC Saarbrücken        | 1-4    | -   | 1-4    |
| 1994    | Intertoto Cup         | G8    | IFK Norrköping           | -      | 2-2 | 2–2    |
| 1994    | Intertoto Cup         | G8    | Willem II                | -      | 3-1 | 3-1    |
| 1994    | Intertoto Cup         | G8    | Austria Wien             | 1-1    | -   | 1–1    |
| 1994    | Intertoto Cup         | G8    | SM Caen                  | 2-2    | -   | 2–2    |
| 1996–97 | UEFA Cup              | KR    | Mura                     | 0–0    | 2–0 | 2–0    |
| 1996–97 | UEFA Cup              | 1R    | Club Brügge              | 1–1    | 0–2 | 1–3    |
| 1998    | UEFA Intertoto Cup    | 1R    | Hrvatski dragovoljac     | 4–1    | 0–1 | 4–2    |
| 1998    | UEFA Intertoto Cup    | 2R    | Samsunspor               | 3–1    | 0–3 | 3–4    |
| 1999–00 | UEFA Cup              | KR    | Birkirkara               | 7–0    | 0–0 | 7–0    |
| 1999–00 | UEFA Cup              | 1R    | Lokomotiv Moskva         | 1–2    | 0–3 | 1–5    |
| 2017–18 | UEFA Europa League    | 1KR   | Bangor City              | 1–0    | 3–0 | 4–0    |
| 2017–18 | UEFA Europa League    | 2KR   | Slovan Bratislava        | 2–1    | 1–0 | 3–1    |
| 2017–18 | UEFA Europa League    | 3KR   | Krasnodar                | 1–3    | 1–2 | 2–5    |

### Førstehold
Oversigten er opdateret til og med 16. august 2025
| Nr. | Land     | Position | Spiller                                |
| --- | -------- | -------- | -------------------------------------- |
| 1   | Danmark  | MM       | Jonathan Ægidius                       |
| 2   | Danmark  | FO       | Oskar Buur                             |
| 4   | Frankrig | FO       | Baptiste Rolland                       |
| 5   | Serbien  | FO       | Mihajlo Ivančević                      |
| 6   | Danmark  | MI       | Bror Blume                             |
| 7   | Canada   | AN       | Simon Colyn                            |
| 8   | Danmark  | MI       | Mathias Hebo                           |
| 9   | Ghana    | AN       | Malik Abubakari                        |
| 10  | Island   | AN       | Ísak Thorvaldsson (Leje fra Rosenborg) |
| 11  | Danmark  | AN       | Magnus Warming                         |
| 13  | Danmark  | MI       | Casper 'Dani' Winther                  |
| 14  | Danmark  | MI       | Lauge Sandgrav                         |
| 16  | Danmark  | FO       | Johan Meyer                            |

| Nr. | Land    | Position | Spiller                                   |
| --- | ------- | -------- | ----------------------------------------- |
| 17  | Danmark | MI       | William Steindorsson                      |
| 18  | Danmark | AN       | Jesper Cornelius                          |
| 19  | Danmark | MI       | Gustav Fraulo                             |
| 20  | Danmark | MI       | Mathias Kaarsbo                           |
| 21  | Danmark | MM       | Oskar Snorre                              |
| 22  | Danmark | MI       | Peter Langhoff                            |
| 24  | Danmark | MI       | Tobias Storm                              |
| 25  | Danmark | FO       | Gustav Mortensen                          |
| 26  | Danmark | AN       | Frederik Gytkjær                          |
| 27  | Danmark | AN       | Adam Vendelbo (Udlejet til Vendsyssel FF) |
| 29  | Danmark | AN       | Nikolai Baden Frederiksen                 |
| 31  | Danmark | MM       | Anton Mayland                             |

## Trænerteam
- Cheftræner: Morten Karlsen
- Ass.træner: Mikkel Beckmann, Mads Kristensen
- Fysisk træner: Thomas Kjærbye
- Målmandstræner: Thomas Villadsen
- Analyse: Daniel de Castro
- A+træner: Piotr Haren
- Cheffysioterapeut: Jeppe Kjær Høvsgaard
- Fysioterapeut: Kim Nordby
- Holdleder: Henrik 'Lux' Sørensen
- Scout: Bo Nielsen

Oversigt sidst opdateret: 5. marts 2024

## Landsholdsspillere
Danmark
- Thomas Mikkelsen
- Jesper Hansen
- Emil Larsen
- Kim Aabech
- Mikkel Beckmann
- Klaus Berggreen
- Kim Brodersen
- Bent Christensen
- Claus "Kuno" Christiansen (Med ved EM i 1992)
- Torben Frank (Med ved EM i 1992)
- Carsten Fredgaard
- Jakob Friis-Hansen
- John Helt
- Claus Jensen
- Thomas Kristensen
- Henrik "Store" Larsen (Topscorer ved EM i 1992)
- John Larsen
- Miklos Molnar
- Peter Nielsen (Med ved EM i 1992)
- Per Pedersen
- Thomas Rytter
- Michael Schäfer
- Morten Wieghorst
- Flemming Christensen
- Michael Spangsborg
- Yussuf Poulsen

Færøerne
- Christian Holst
- Todi Jónsson
- Petur Knudsen

Island
- Frederik Schram
- Hallgrimur Jónasson
- Sævar Atli Magnússon
- Alfred Finnbogason
- Kolbeinn Finnsson
- Gylfi Sigurðsson
- Andri Gudjohnsen

Litauen
- Arūnas Šuika

Nigeria
- Bosun Ayeni

Norge
- Lars Bohinen

Sverige
- Marcus Allbäck
- Per Fahlström
- Tobias Grahn

Sydafrika
- John Bradley August
- Frank Schoeman

Efteråret 2004 var klubbens Old Boys hold blandt landets bedste, og havde blandt andet Michael Laudrup og Brian Laudrup i truppen samt førnævnte Klaus Berggren og Henrik Larsen.

## Forhenværende trænere
- Kent Karlsson (1991-1992)
- Michael Schäfer (1992-1995)
- Benny Lennartsson (1995-1998)
- Poul Hansen (1998-2001)
- Hasse Kuhn (2001-2003)
- Bent Christensen (2003-2006)
- Kasper Hjulmand (2006-2008)
- Henrik "Store" Larsen (2008-2009)
- Niels Frederiksen (2009-2013)
- Johan Lange (2013)
- Jack Majgaard Jensen (2013-2015)
- Søren Hermansen (2015, midlertidig)
- David Nielsen (2015-2017)
- Thomas Nørgaard (2017-2018)[27]
- Mark Strudal (2018) [28][29]
- Christian Nielsen (2018-2020)
- Carit Falch (2020-2021) [30][31]
- Freyr Alexandersson (2021-2023)[32][33][34][35][36]
- Magne Hoseth (2024)[37][38][39][40][41][42][43][44][45][46][47][48][49][50][51][52][53][54][55][56][57]

## Lyngbys trøje design igennem tiden

### Hjemmebane
| \| \| \| \| \| \| \| \| \| \| \| \| |              |              |
| 2024-25                             |              |              |
| Team colours                        | Team colours | Team colours |
| Team colours                        |              |              |
| Team colours                        |              |              |

| Team colours | Team colours | Team colours |
| Team colours |              |              |
| Team colours |              |              |

| \| \| \| \| \| \| \| \| \| \| \| \| |              |              |
| 2022-23                             |              |              |
| Team colours                        | Team colours | Team colours |
| Team colours                        |              |              |
| Team colours                        |              |              |

| Team colours | Team colours | Team colours |
| Team colours |              |              |
| Team colours |              |              |

| \| \| \| \| \| \| \| \| \| \| \| \| |              |              |
| 2021-22                             |              |              |
| Team colours                        | Team colours | Team colours |
| Team colours                        |              |              |
| Team colours                        |              |              |

| Team colours | Team colours | Team colours |
| Team colours |              |              |
| Team colours |              |              |

| \| \| \| \| \| \| \| \| \| \| \| \| |              |              |
| 2020-21                             |              |              |
| Team colours                        | Team colours | Team colours |
| Team colours                        |              |              |
| Team colours                        |              |              |

| Team colours | Team colours | Team colours |
| Team colours |              |              |
| Team colours |              |              |

| \| \| \| \| \| \| \| \| \| \| \| \| |              |              |
| 2015-16                             |              |              |
| Team colours                        | Team colours | Team colours |
| Team colours                        |              |              |
| Team colours                        |              |              |

| Team colours | Team colours | Team colours |
| Team colours |              |              |
| Team colours |              |              |

| \| \| \| \| \| \| \| \| \| \| \| \| |              |              |
| 2012-13                             |              |              |
| Team colours                        | Team colours | Team colours |
| Team colours                        |              |              |
| Team colours                        |              |              |

| Team colours | Team colours | Team colours |
| Team colours |              |              |
| Team colours |              |              |

| \| \| \| \| \| \| \| \| \| \| \| \| |              |              |
| 2010-11                             |              |              |
| Team colours                        | Team colours | Team colours |
| Team colours                        |              |              |
| Team colours                        |              |              |

| Team colours | Team colours | Team colours |
| Team colours |              |              |
| Team colours |              |              |

| \| \| \| \| \| \| \| \| \| \| \| \| |              |              |
| 2007-08                             |              |              |
| Team colours                        | Team colours | Team colours |
| Team colours                        |              |              |
| Team colours                        |              |              |

| Team colours | Team colours | Team colours |
| Team colours |              |              |
| Team colours |              |              |

| \| \| \| \| \| \| \| \| \| \| \| \| |              |              |
| 1999-00                             |              |              |
| Team colours                        | Team colours | Team colours |
| Team colours                        |              |              |
| Team colours                        |              |              |

| Team colours | Team colours | Team colours |
| Team colours |              |              |
| Team colours |              |              |

| \| \| \| \| \| \| \| \| \| \| \| \| |              |              |
| 1997-98                             |              |              |
| Team colours                        | Team colours | Team colours |
| Team colours                        |              |              |
| Team colours                        |              |              |

| Team colours | Team colours | Team colours |
| Team colours |              |              |
| Team colours |              |              |

### Udebane
| \| \| \| \| \| \| \| \| \| \| \| \| |              |              |
| 2024-25                             |              |              |
| Team colours                        | Team colours | Team colours |
| Team colours                        |              |              |
| Team colours                        |              |              |

| Team colours | Team colours | Team colours |
| Team colours |              |              |
| Team colours |              |              |

| \| \| \| \| \| \| \| \| \| \| \| \| |              |              |
| 2021-22                             |              |              |
| Team colours                        | Team colours | Team colours |
| Team colours                        |              |              |
| Team colours                        |              |              |

| Team colours | Team colours | Team colours |
| Team colours |              |              |
| Team colours |              |              |

| \| \| \| \| \| \| \| \| \| \| \| \| |              |              |
| 2020-21                             |              |              |
| Team colours                        | Team colours | Team colours |
| Team colours                        |              |              |
| Team colours                        |              |              |

| Team colours | Team colours | Team colours |
| Team colours |              |              |
| Team colours |              |              |

| \| \| \| \| \| \| \| \| \| \| \| \| |              |              |
| 2017-18                             |              |              |
| Team colours                        | Team colours | Team colours |
| Team colours                        |              |              |
| Team colours                        |              |              |

| Team colours | Team colours | Team colours |
| Team colours |              |              |
| Team colours |              |              |

| \| \| \| \| \| \| \| \| \| \| \| \| |              |              |
| 2010-11                             |              |              |
| Team colours                        | Team colours | Team colours |
| Team colours                        |              |              |
| Team colours                        |              |              |

| Team colours | Team colours | Team colours |
| Team colours |              |              |
| Team colours |              |              |

| \| \| \| \| \| \| \| \| \| \| \| \| |              |              |
| 1999-00                             |              |              |
| Team colours                        | Team colours | Team colours |
| Team colours                        |              |              |
| Team colours                        |              |              |

| Team colours | Team colours | Team colours |
| Team colours |              |              |
| Team colours |              |              |

## Klubrekorder
- Flest førsteholdskampe: Michael Schäfer med 482 kampe.
- Tilskuerrekord: 14.794 tilskuere (1991 mod B1903).
- Tilskuerrekord i nyere tid: 10.036 tilskuere (2022 mod FC København).[58][59]
- 10 vundne kampe i træk, 11. kamp var et nederlag mod AC Horsens den 23. juli 2017.

## Lyngbys holdoversigt
- Senior 1: Betinia Liga
- Reserver: Future Cup
- Senior 2: Serie 2
- Senior 3: Serie 4

## Fodnoter
1. ↑  Organisationsændring og ny direktør i Lyngby Boldklub A/S - Lyngby Boldklub
2. 1 2  http://lyngby-boldklub.dk/2018/02/10/nye-ejere-ny-plan-lyngby-boldklub/ Nye ejere og ny plan i Lyngby Boldklub
3. ↑  Johan Lyngeholm-Bjerge (2021) Blåd Blod - 100 år med Lyngby Boldklub, kaos kampe og kammeratskab
4. ↑  L. Hartoft, Gentofte og Edvard Yde, Taarbæk (1938). Nordre Birks Boldspil-Union 1913 2. Marts 1938
5. ↑  Jens Gjesse Hansen. "Lyngby skrev klubhistorie i Herning". dr.dk.
6. ↑  http://www.lyngby-boldklub.dk/de-kongeblaa-vinder-bronze-i-herning Arkiveret 21. juni 2017 hos  Wayback Machine De Kongeblå vinder bronze i Herning
7. ↑  Ustoppelige Lyngby! 'Ingen havde forestillet sig, at vi skulle stå her' | BT Fodbold - www.bt.dk
8. ↑  http://www.bold.dk/fodbold/nyheder/lyngby-boldklub-truet-af-konkurs/ Lyngby Boldklub truet af konkurs
9. ↑  http://www.bold.dk/fodbold/nyheder/?vis=296927,296071 Lyngby bekræfter: Har ikke udbetalt løn
10. ↑  https://lyngby-boldklub.dk/2021/02/09/tre-aar-med-friends-of-lyngby/ Tre år med Friends of Lyngby, lyngby-boldklub.dk]
11. ↑  https://www.sn.dk/lyngby-taarbaek-kommune/hvem-er-redningsmaendene-fra-friends-of-lyngby-moed-alle-12-her/ Hvem er redningsmændene fra Friends of Lyngby, sn-dk]
12. ↑  https://www.bold.dk/fodbold/nyheder/officielt-lyngby-fyrer-thomas-noergaard/ Officielt: Lyngby fyrer Thomas Nørgaard
13. ↑  https://www.bold.dk/fodbold/nyheder/mark-strudal-er-ny-lyngby-traener/ Mark Strudal er ny Lyngby-træner
14. ↑  https://www.bold.dk/fodbold/nyheder/lyngby-fyrer-mark-strudal/ https://www.bold.dk/fodbold/nyheder/lyngby-fyrer-mark-strudal/
15. ↑  https://lyngby-boldklub.dk/2019/10/20/hoejeste-tilskuertal-i-over-25-aar-i-nederlag-mod-broendby/ Højeste tilskuertal i over 25 år i nederlag mod Brøndby
16. ↑  https://lyngby-boldklub.dk/2021/09/11/festlig-maalfest-til-lyngby-legends/ Festlig målfest til Lyngby Legends
17. ↑  https://www.tv2lorry.dk/lorryland/dbu-inddrager-lyngbys-superligalicens DBU inddrager Lyngbys superligalicens
18. ↑  https://www.tv2lorry.dk/lorryland/20-mio-skattekroner-i-tomme-tribunepladser For 20 mio. skattekroner i tomme tribunepladser
19. ↑  https://divisionsforeningen.dk/stadionkrav/ Divisionsforeningen Stadionkrav
20. ↑  https://www.bold.dk/fodbold/nyheder/lyngby-boldklub-vinder-udbud-om-stadion/ Lyngby Boldklub vinder udbud om stadion
21. ↑  https://www.bold.dk/fodbold/nyheder/jubel-i-lyngby-en-historisk-dag-for-klubben/ Jubel i Lyngby: En historisk dag for klubben
22. ↑  https://www.bold.dk/fodbold/nyheder/lyngby-stadion-faar-plads-til-6500-tilskuere/ Lyngby Stadion får plads til 6.500 tilskuere
23. ↑  https://www.bold.dk/fodbold/nyheder/lyngby-boss-6500-pladser-var-en-betingelse/ Lyngby-boss: 6.500 pladser var en betingelse
24. ↑  https://www.tv2lorry.dk/lyngby-taarbaek/ejergruppe-bag-lyngby-boldklub-koeber-superliga-stadion-her-er-planerne-for-et-nyt-idraetscentrum Ejergruppe bag Lyngby Boldklub køber Superliga-stadion: Her er planerne for et nyt idrætscentrum
25. 1 2 3 4 5  "Historie". Klubinfo. Lyngby Boldklub. Arkiveret fra originalen 2019-06-06.
26. ↑  Førsteholdstruppen lyngby-boldklub.dk
27. ↑  https://www.bold.dk/fodbold/nyheder/medie-thomas-noergaard-faerdig-i-lyngby/ Thomas Nørgaard færdig i Lyngby
28. ↑  https://www.bold.dk/fodbold/nyheder/mark-strudal-er-ny-lyngby-traener/ Mark Strudal er ny Lyngby-træner
29. ↑  https://www.bold.dk/fodbold/nyheder/lyngby-fyrer-mark-strudal/ Lyngby fyrer Mark Strudal
30. ↑  Officielt: Vejle køber Falch fri i Lyngby | Bold
31. ↑  Lyngby: Skuffede og overraskede over Falch | Bold
32. ↑  https://www.bold.dk/fodbold/nyheder/lyngby-hyrer-islaending-som-ny-cheftraener/ Lyngby hyrer islænding som ny cheftræner
33. ↑  https://lyngby-boldklub.dk/2021/06/22/freyr-alexandersson-bliver-ny-lyngby-traener/ Freyr Alexandersson bliver ny Lyngby-træner
34. ↑  https://lyngby-boldklub.dk/2024/01/04/freyr-alexandersson-paa-vej-til-udenlandsk-klub/ Freyr Alexandersson på vej til udenlandsk klub
35. ↑  https://bold.dk/fodbold/klubber/lyngby/nyheder/freyr-alexandersson-stopper-i-lyngby Freyr Alexandersson stopper i Lyngby
36. ↑  https://bold.dk/fodbold/klubber/lyngby/nyheder/lyngby-scorer-to-millioner-pa-freyr-salg Lyngby scorer to millioner på Freyr-salg
37. ↑  https://bold.dk/fodbold/stillinger/superligaen/nyheder/officielt-magne-hoseth-er-ny-cheftraener-i-lyngby Officielt: Magne Hoseth er ny cheftræner i Lyngby
38. ↑  https://bold.dk/fodbold/klubber/lyngby/nyheder/hoseth-kommer-til-danmark-til-samtale-med-lyngby Hoseth kommer til Danmark: Til samtale med Lyngby
39. ↑  https://bold.dk/fodbold/klubber/lyngby/nyheder/hoseth-enig-med-lyngby-nu-forhandler-klubberne Hoseth enig med Lyngby - nu forhandler klubberne
40. ↑  https://bold.dk/fodbold/klubber/lyngby/nyheder/alt-er-pa-plads-hoseth-bliver-ny-lyngby-traener Alt er på plads: Hoseth bliver ny Lyngby-træner
41. ↑  https://bold.dk/fodbold/stillinger/superligaen/nyheder/medie-norsk-succestraener-har-vaeret-til-jobsamtale-i-lyngby Medie: Norsk succestræner har været til jobsamtale i Lyngby
42. ↑  https://bold.dk/fodbold/klubber/lyngby/nyheder/magne-hoseth-jubler-er-her-for-at-skrive-historie Magne Hoseth jubler: Er her for at skrive historie
43. ↑  https://bold.dk/fodbold/klubber/lyngby/nyheder/hoseth-radforte-sig-med-hareide-dansk-fodbold-er-attraktivt Hoseth rådførte sig med Hareide: Dansk fodbold er attraktivt
44. ↑  https://bold.dk/fodbold/klubber/lyngby/nyheder/bombe-lyngby-fyrer-magne-hoseth-efter-to-kampe Bombe: Lyngby fyrer Magne Hoseth efter to kampe
45. ↑  https://bold.dk/fodbold/klubber/lyngby/nyheder/hoseth-efter-chok-fyring-et-mismatch Hoseth efter chok-fyring: Et mismatch
46. ↑  https://bold.dk/fodbold/stillinger/superligaen/nyheder/overrasket-lassen-nok-meget-klogt-af-lyngby-at-gore-det-nu Overrasket Lassen: Nok meget klogt af Lyngby at gøre det nu
47. ↑  https://bold.dk/fodbold/klubber/lyngby/nyheder/chokeret-hoseth-ingen-af-spillerne-sagde-noget Chokeret Hoseth: Ingen af spillerne sagde noget
48. ↑  https://bold.dk/fodbold/klubber/lyngby/nyheder/lyngby-fyring-blev-besluttet-i-nat Lyngby-fyring blev besluttet i nat
49. ↑  https://bold.dk/fodbold/klubber/lyngby/nyheder/lavede-personlighedstest-pa-hoseth-hvorfor-sa-vi-det-ikke Lavede personlighedstest på Hoseth: Hvorfor så vi det ikke?
50. ↑  https://bold.dk/fodbold/klubber/lyngby/nyheder/bjelland-og-co-indkaldte-til-hoseth-mode-et-problem-siden-dag-1
Bjelland og co. indkaldte til Hoseth-møde: Et problem siden dag 1
51. ↑  https://www.dr.dk/sporten/fodbold/superliga/lyngby-fyrer-cheftraener-efter-50-dage-frygtelig-kede-af-situationen Lyngby fyrer cheftræner efter 50 dage: 'Frygtelig kede af situationen'
52. ↑  https://sport.tv2.dk/fodbold/2024-03-01-lyngby-fyrer-cheftraeneren Lyngby fyrer cheftræneren
53. ↑  https://sport.tv2.dk/fodbold/2024-03-01-ekspert-kan-ikke-huske-at-han-har-oplevet-noget-lignende Ekspert kan ikke huske, at han har oplevet noget lignende
54. ↑  https://sport.tv2.dk/fodbold/2024-03-01-fyret-cheftraener-erkender-mismatch-mellem-ham-og-lyngby Fyret cheftræner erkender mismatch mellem ham og Lyngby
55. ↑  https://sport.tv2.dk/fodbold/2024-03-01-vi-ligner-kaempe-idioter-jeg-ligner-en-kaempe-idiot-jeg-er-en-kaempe-idiot - Vi ligner kæmpe idioter. Jeg ligner en kæmpe idiot. Jeg er en kæmpe idiot
56. ↑  https://lyngby-boldklub.dk/2024/03/01/lyngby-boldklub-afskediger-cheftraener-magne-hoseth-efter-50-dage/ Lyngby Boldklub afskediger cheftræner Magne Hoseth efter 50 dage
57. ↑  https://lyngby-boldklub.dk/2024/03/01/hoseth-takker-for-chancen-i-lyngby-boldklub/ Hoseth takker for chancen i Lyngby Boldklub
58. ↑  https://bold.dk/fodbold/nyheder/lyngby-melder-udsolgt-til-fc-koebenhavn-brag/ Lyngby melder udsolgt til FC København-brag
59. ↑  https://lyngby-boldklub.dk/2022/08/19/stadionrekord-paa-lyngby-stadion-i-sikkert-nederlag-til-fck/ Stadionrekord på Lyngby Stadion i sikkert nederlag til FCK

1. ↑  https://lyngby-boldklub.dk/2019/11/05/lyngby-boldklub-lancerer-det-blaa-fodboldnetvaerk/ Lyngby Boldklub lancerer ‘Det Blå Fodboldnetværk’
2. ↑  https://lyngby-boldklub.dk/netvaerksklubber/ Det blå fodboldnetværk